# Mecha-Ude
Mecha-Ude (jap. メカウデ) ist ein Anime, der 2018 zunächst als kurzer Web-Anime herauskam und 2024 als Fernsehserie fortgesetzt wurde. Seit 2022 erscheint zudem online eine Umsetzung als Manga. Die Fernsehserie kam international als Mecha-Ude: Mechanical Arms heraus. Die Science-Fiction-Geschichte spielt in naher Zukunft und erzählt vom Kampf zweier Fraktionen um den Umgang mit intelligenten mechanischen Armen, sogenannten Mecha-Ude.

## Inhalt
Der Mittelschüler Hikaru Amatsuga beobachtet nachts einen Kampf und eine Explosion im Zentrum seiner Stadt Kita-Kagami, die jedoch sonst keiner bemerkt zu haben scheint. Seine Mitschüler glaube ihm nicht, aber der Ort des Kampfes um den Firmensitz der Kagami Group ist abgesperrt. Er schleicht sich dorthin und hört Hilferufe. Schließlich findet Hikaru einen intelligenten mechanischen Arm, einen Mecha-Ude, der ihn gerufen hat – und der dann mit ihm beziehungsweise seinem Kapuzenpullover verschmilzt. Sie werden von Drohnen der Kagami Group sowie einem Mädchen mit eigenen Mecha-Ude angegriffen, können aber fliehen. Offenbar haben es nun mehrere Gruppen auf sie abgesehen. Hikaru will damit eigentlich nichts zu tun haben, aber der mechanische Arm hat ohne seine Nähe keine Kraft und hat keine Erinnerungen mehr. So nimmt Hikaru ihn an sich und sogar mit in die Schule. Dort taucht am nächsten Tag das Mädchen wieder auf und stellt sich als neue Schülerin Aki Murasame vor. Von ihr erfahren sie auch, dass Hikarus Mecha-Ude wohl Alma heißt. Doch auch wenn Alma ihr trauen will und mit ihr zusammenarbeiten, geht sie Hikaru aggressiv an. Als sie von Kämpfer der Kagami Group angegriffen werden, entschließt sich Hikaru, Alma und Aki zu helfen. Nach dem gemeinsamen Sieg wird Hikaru zu Akis Gruppe gebracht: ARMS. Diese will die Mecha-Ude befreien, die von Kagami ihrem Willen beraubt werden. Alma als besonders mächtiger „Trigger Arm“ ist dabei von besonderer Bedeutung. Hikaru will ebenfalls im Kampf gegen Kagami helfen, muss seine Rolle dabei aber erst noch finden und von den anderen bei ARMS akzeptiert werden.

## Medien
Das Projekt wurde von Animatorin Sae Okamoto gestartet und 2016 mit einem Crowdfunding finanziert. Mit dem Geld wurde die Produktion einer 25 Minuten langen Pilotfolge  ermöglicht, die bei TriF Studio unter der Regie von Okamoto entstand. Die künstlerische Leitung lag bei Nurikabe und für den Ton war Takeshi Takadera verantwortlich. Am 1. Oktober 2018 wurde die Pilotfolge bei Vimeo veröffentlicht. Später folgte eine Veröffentlichung bei Youtube mit englischen Untertiteln.
Eine Umsetzung der Idee als Manga durch Yoshino Koyoka startete am 15. September 2022 auf der Plattform Line Manga. Der Verlag LY Corporation brachte die Kapitel auch gedruckt in zehn Bänden heraus. Eine englische Ausgabe erscheint bei Azuki.
Ebenfalls im September 2022 wurde angekündigt, dass die Geschichte als Anime-Fernsehserie umgesetzt wird. Diese entstand wieder bei TriF Studio unter der Regie von Okamoto. Die Drehbücher schrieb Yasuhiro Nakanishi. Das Charakterdesign entwarfen Terumi Nishii und Yoko Uchida, die Animationsarbeiten leitete Shōko Miyano und für die 3D-Animationen war Shota Kawamura verantwortlich. Tonregie führte Takeshi Takadera und als Produzent fungierte Tetsuya Kinoshita von Pony Canyon. Die zwölf Folgen mit je 23 Minuten Laufzeit wurden vom 3. Oktober bis 20. Dezember 2024 von den Sendern Tokyo MX, TNC, BS Asahi und Kansai TV in Japan gezeigt. Parallel dazu fand die internationale Veröffentlichung per Streaming auf der Plattform Crunchyroll statt, unter anderem mit deutschen und englischen Untertiteln.

### Synchronisation
| Rolle           | japanischer Sprecher (Seiyū) |
| --------------- | ---------------------------- |
| Arma            | Tomokazu Sugita              |
| Hikaru Amatsuga | Toshiyuki Toyonaga           |
| Hikaru Amatsuga | Toshiyuki Toyonaga           |
| Aki Murasame    | Yu Shimamura                 |
| Fist            | Yūichi Nakamura              |

### Musik
Die Musik des Web-Animes stammt vom Musiker Narasaki. Die Abspannlieder sind Ambivalent von Eve und Alone von Azlightz. Für die Serie verwendete man Musik, die von DAIKI von der Gruppe AWSM, Hiroyuki Sawano und Kohta Yamamoto komponiert wurde. Der Vorspann ist unterlegt mit dem Lied Vortex und das Abspannlied ist Karma, beide von Setsuko von Kuhaku Gokko.